# كورنيليوس ويسليس
كورنيليوس ويسليس (بالهولندية: Cornelius Wessels)‏ هو كاهن كاثوليكي هولندي، ولد في 1880 في هيلموند في هولندا، وتوفي في 2 فبراير 1964 في ماستريخت في هولندا.